# Stefano Reggio D'Aci
Stefano Reggio D'Aci (Napoli, 26 settembre 1882 – 12 giugno 1961) è stato un avvocato e politico italiano, esponente della Democrazia Cristiana eletto nella I legislatura della Repubblica Italiana.